# Anne Le Ny

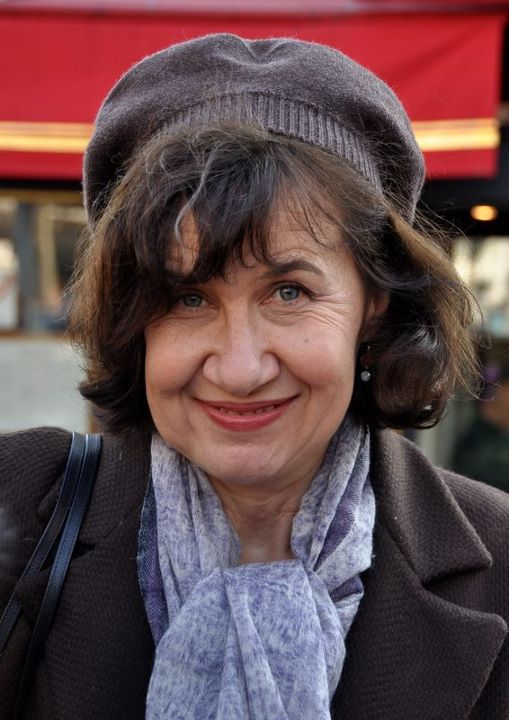
Anne Le Ny (2012)

Anne Le Ny (* 16. Dezember 1962) ist eine französische Schauspielerin, Drehbuchautorin und Regisseurin.

## Leben
Le Ny verschuf sich zunächst vor allem im klassischen Theater einen Namen und arbeitete in den 1980er-Jahren unter anderem mit Philippe Adrien und Gérard Desarthe am Theater zusammen. Im Jahr 1991 war sie erstmals in La mort d’Alexandre im französischen Fernsehen zu sehen. Sie gab 1996 in Passage à l’acte an der Seite von Daniel Auteuil ihr Kinodebüt. Neben zahlreichen Filmen war sie in den 2000er-Jahren unter anderem in der erfolgreichen Anwaltsserie Avocats & associés zu sehen. Mit Ceux qui restent legte Le Ny 2007 ihre erste Regiearbeit vor. Der Film wurde 2008 für den César in der Kategorie Bestes Erstlingswerk nominiert. Weitere Regiearbeiten von Le Ny umfassen Les invités de mon père (2010) und Cornouaille (2012). Internationale Bekanntheit erlangte sie vor allem in der Rolle der Yvonne im französischen Überraschungserfolg Ziemlich beste Freunde aus dem Jahr 2011.

## Filmografie (Auswahl)
- 1997: Kommissar Navarro (Navarro, Fernsehserie, 1 Folge)
- 1998: Verhängnisvolles Alibi (En plein cœur)
- 1998: Julie est amoureuse
- 2000: Lust auf anderes (Valérie, l’habilleuse)
- 2000: Ausgestiegen (Sur quel pied danser?) (TV)
- 2000: Julie Lescaut (TV-Serie, 1 Folge)
- 2001: Claire – Se souvenir des belles choses (Se souvenir des belles choses)
- 2001: Kinder haften für ihre Eltern (Mercredi folle journée)
- 2003: Die kleine Lili (La petite Lili)
- 2003: Pakt des Schweigens (Le pacte de silence)
- 2006: Mein bester Freund (Mon meilleur ami)
- 2011: Das Leben gehört uns (La guerre est déclarée)
- 2011: Ziemlich beste Freunde (Intouchables)
- 2013: Die unerschütterliche Liebe der Suzanne (Suzanne)
- 2015: Mama gegen Papa – Wer hier verliert, gewinnt (Papa ou maman)
- 2016: Die Beichte (La confession)
- 2016: Glücklich geschieden – Mama gegen Papa 2 (Papa ou maman 2)
- 2021: Stillwater – Gegen jeden Verdacht
- 2022: Spiral – Im Strom der Lüge (Le torrent)
- 2023: Bardot
- 2023: Polar Park – Eiskalte Morde (Polarpark, Fernsehserie, 1 Folge)

## Auszeichnungen
- 2008: César-Nominierung, Bestes Erstlingswerk, für Ceux qui restent
- 2008: César-Nominierung, Bestes Originaldrehbuch, für Ceux qui restent
- 2012: César-Nominierung, Beste Nebendarstellerin, für Ziemlich beste Freunde